# سوخو-۵
سوخو-۵ (به انگلیسی: Sukhoi Su-5) یک هواگرد ساختِ کارخانهٔ سوخو در کشور اتحاد جماهیر سوسیالیستی شوروی است. این هواگرد برای نخستین بار در ۶ آوریل ۱۹۴۵ میلادی مورد استفاده قرار گرفت.